# Rulltrappa

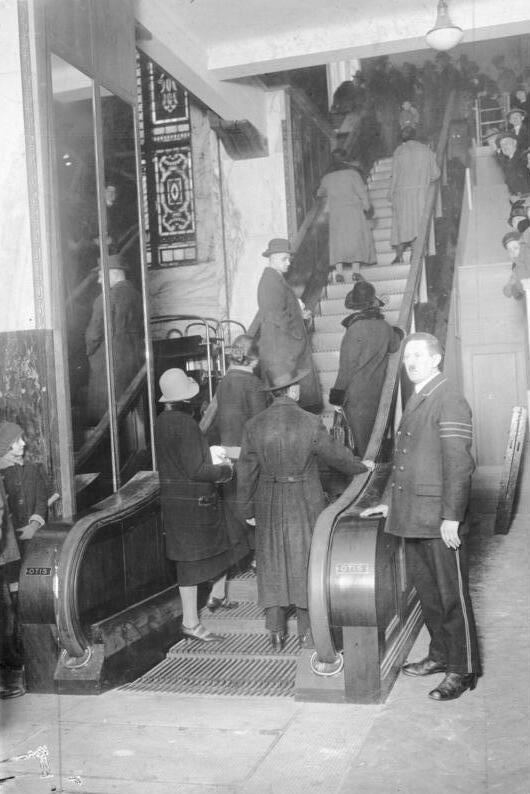
Första rulltrappan i Berlin, 1925.

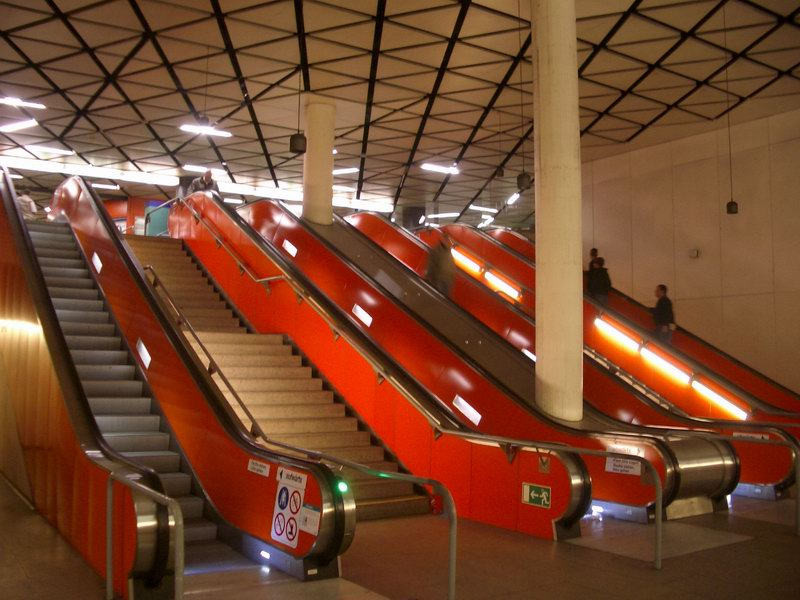
Rulltrappor i Frankfurt, Tyskland.

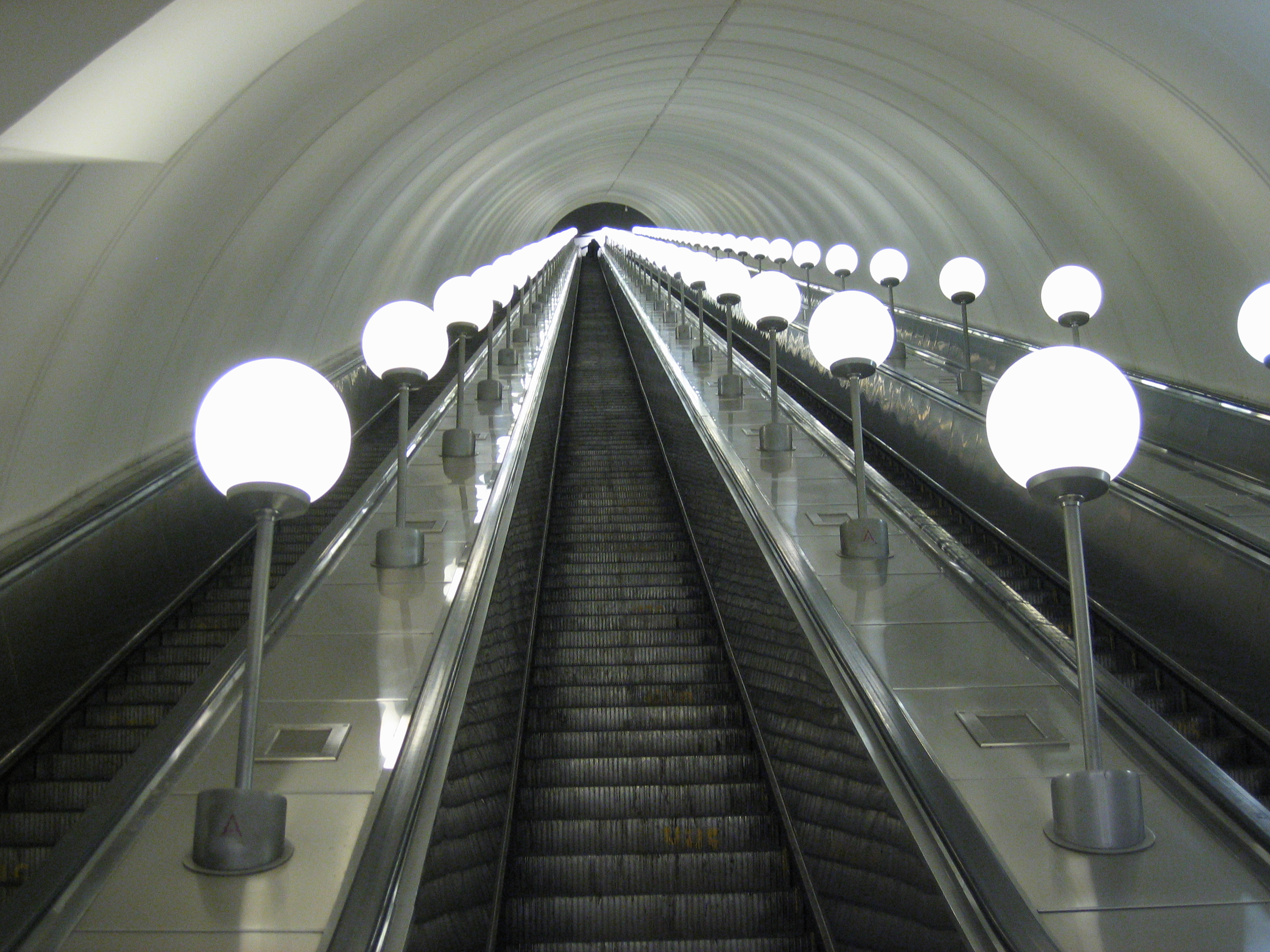
Rulltrappor vid stationen Park Pobedy i Moskva, Ryssland.

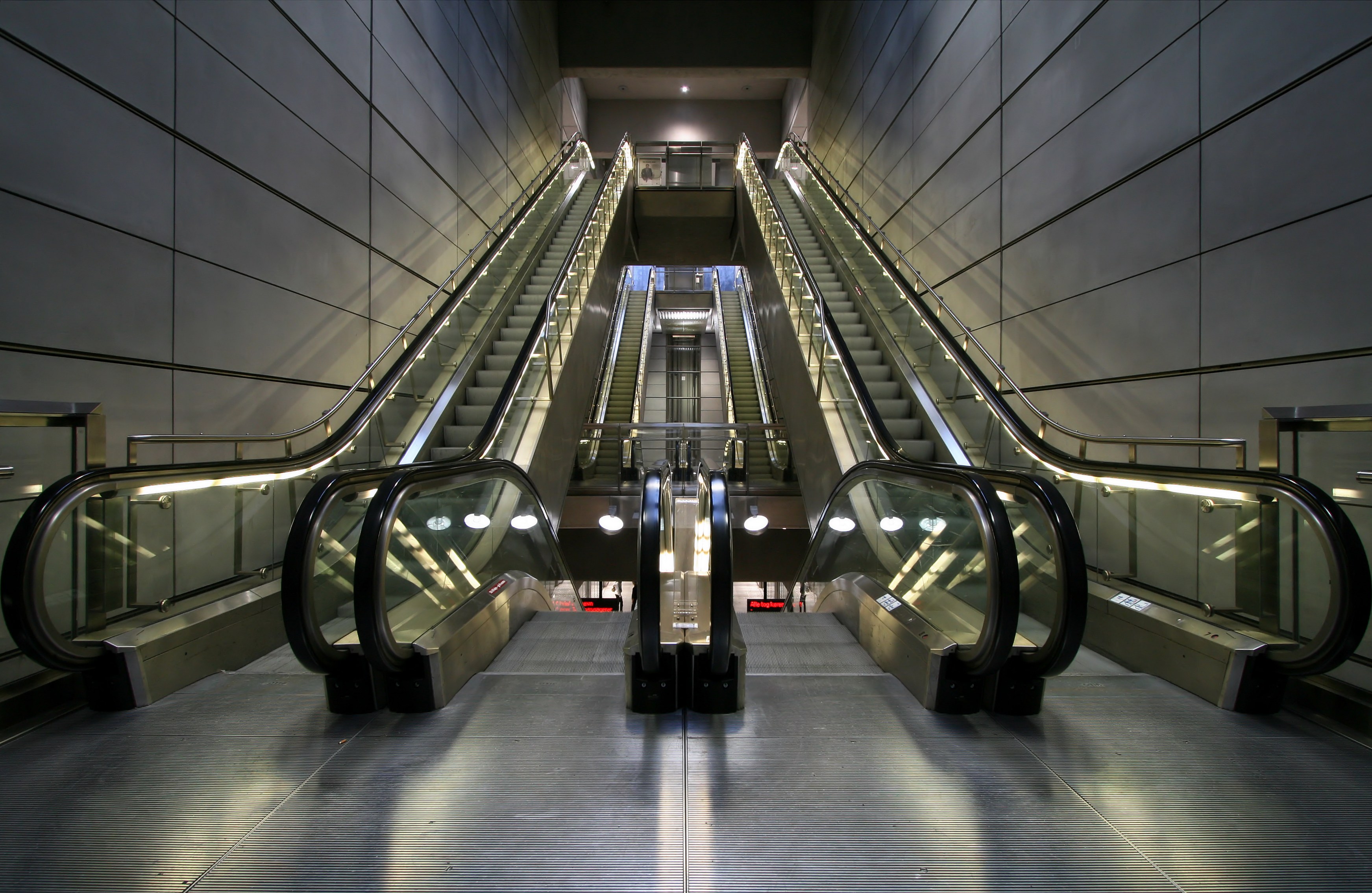
Rulltrappor i Köpenhamns metro.

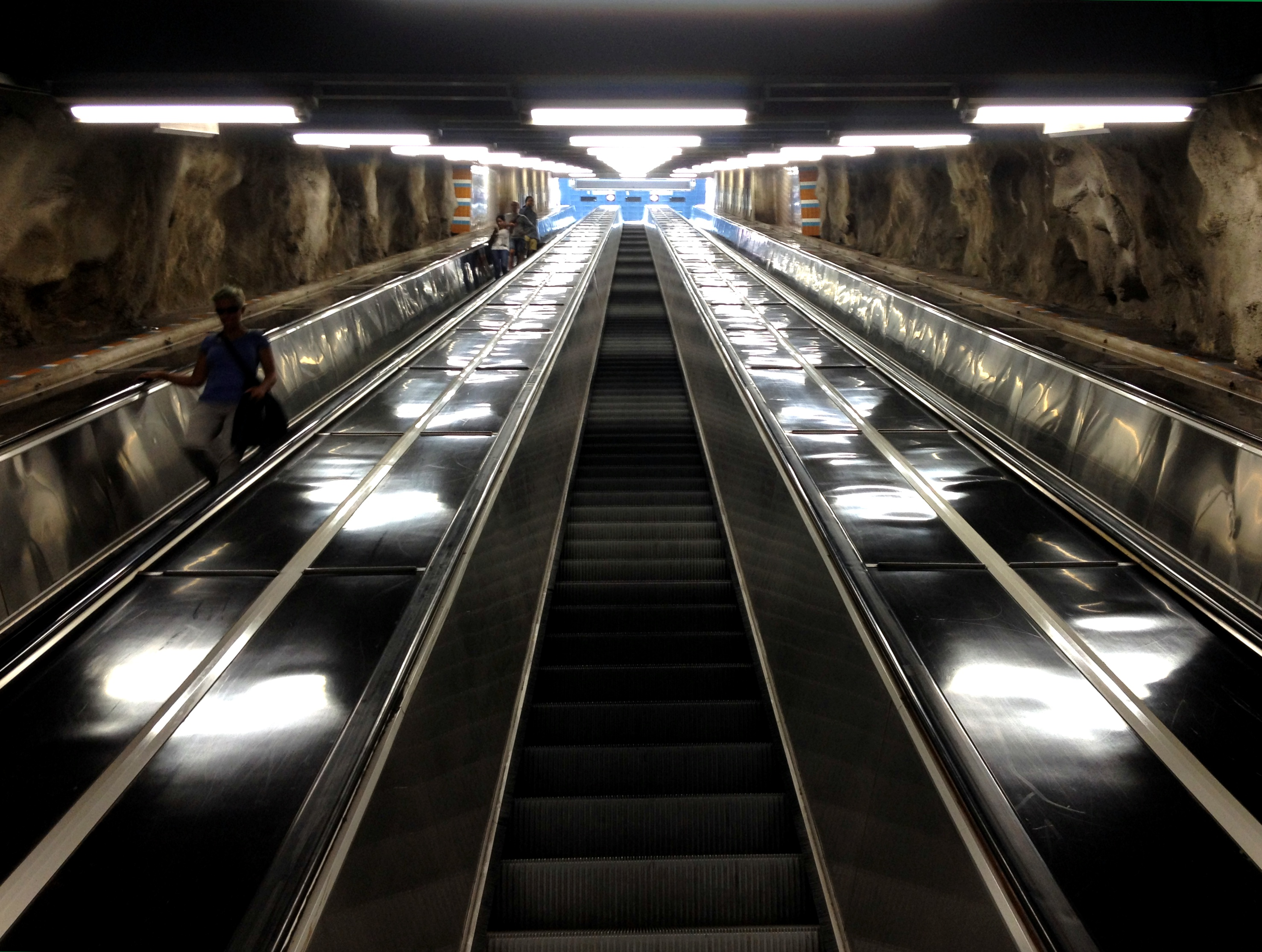
Sveriges längsta rulltrappa i tunnelbanestationen Västra Skogen i Solna

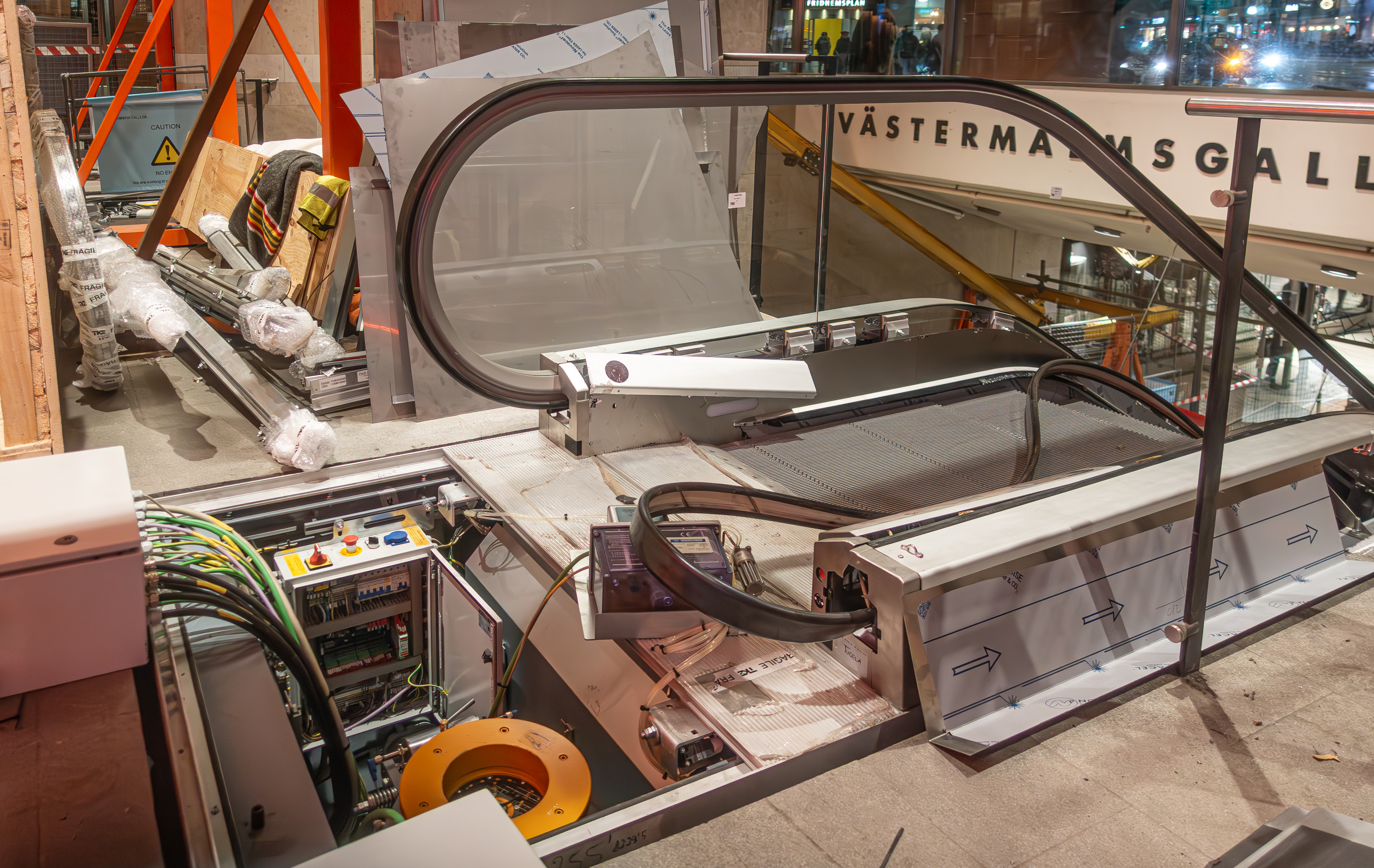
Reparation av rulltrappa i Stockholm 2024.

En rulltrappa är en anordning för att transportera människor och består av en trappa vars trappsteg förflyttas uppåt eller nedåt. Rulltrappor tillverkas i många olika storlekar, utseenden, funktionaliteter med mera. Hastigheten hos rulltrappor varierar från modell till modell, men den ligger normalt på mellan 0,5 och 0,75 meter per sekund. De flesta rulltrappor är raka, men det finns även spiralrulltrappor i bland annat shoppingcenter i USA.

## Historia
År 1858 tog en okänd engelsman patent på en rulltrappa, men ingen var särskilt intresserad. 
Den första funktionella rulltrappan patenterades 1892 av amerikanen Jesse W. Reno och invigdes 1897 som nöjesattraktion i nöjesparken Coney Island i New York. Dock fanns inte rulltrappor med vågräta och inbördes rörliga trappsteg förrän ett par år senare, då Otis Elevator Company utvecklat en rulltrappa som visades vid världsutställningen i Paris den 14 april 1900. I London, Storbritannien, installerades den första rulltrappan år 1911 vid Earls Court tunnelbanestation.
Sen dess har det inte hänt så mycket med själva grundkonstruktionen, bortsett från att man ersatt alla trädetaljer med metall för brandsäkerhetens skull. Det enda som ändrats är att man lagt till olika elektriska mekanismer och sensorer för att göra åkandet säkrare.
År 1915 kom den första svenska rulltrappan till varuhuset NK i Stockholm:4, och 1936 kom rulltrappor dels vid Slussen och Saltsjöbanans station:6, dels i Pubs varuhus.:7 År 1938 invigdes rulltrappan från den nya huvudingången på Skansen till Solliden.:8

## Längsta rulltrapporna
Världens längsta enskilda rulltrappa finns i Kievs tunnelbana, Ukraina, stationen Kresjatik. Rulltrappan mäter 132 meter, är 66 meter hög och består av 743 steg.
Världens längsta system av rulltrappor finns i Hongkong och är 790 meter långt. Systemet är enkelriktat och färdriktningen ändras utifrån rusningstrafikens riktning.
Tunnelbanestationen Västra skogen i Huvudsta i Solna kommun har den längsta rulltrappan i Sverige. Den mäter 66 meter, är 33 meter hög och har 362 trappsteg. Rulltrappan går ner 40 meter under markytan. När den öppnade 1975 var den längst i västra Europa.

## Beräkningar
Längden av en rulltrappa bestäms av fallhöjden. Ju högre rulltrappans fallhöjd är, desto längre blir rulltrappan. Med fallhöjd menas höjden från punkt x → y där x är startpunkten och y rakt ned från startpunkten. Lutningen för rulltrappor med vågräta trappsteg är idag normalt 30-35 grader. Stationerna i Stockholms tunnelbana följer en standard på cirka 30 graders lutning. För en rulltrappa med fallhöjden {\displaystyle h} och lutningen {\displaystyle \alpha } grader är längden {\displaystyle L=h/\sin \alpha }. Om lutningen är 30 grader blir längden lika med dubbla fallhöjden ({\displaystyle L=2h}).

## Säkerhet
Sett till statistiken är det säkrare att åka rulltrappa än hiss, men det finns några säkerhetsråd man bör iakttaga när man åker rulltrappa. Rulltrappor orkar inte bära lika tung last som hissar. Barnvagnar, rullstolar, hundar, kundvagnar eller andra tyngre föremål bör inte transporteras i rulltrappor om det finns andra alternativ, som hiss. Man bör stå framåtvänd och hålla i handledaren. Som vuxen bör man hålla sina mindre barn i handen så att de inte ramlar och slår sig om rulltrappan mot förmodan stannar eller rycker till. Man bör undvika långa halsdukar eller liknande, då de skulle kunna fastna. Man bör inte sitta på handledaren eller trappstegen, springa/leka under färden eller trycka på nödstopp i onödan. Nödstopp skall endast användas om någon har fastnat eller något allvarligt fel har inträffat.  Dessa knappar finns oftast placerade längst upp, längst ned och på längre rulltrappor även i mitten av rulltrappan. I vissa länder är det vanligt att rulltrappor i bland annat tunnelbanorna går i högre fart. Dessa rulltrappor kan vara farliga att nödstoppa.
Allvarliga olyckor är sällsynta, men har inträffat, till exempel:
- 21 februari 1982 omkom åtta personer och 30 skadades i Moskvas tunnelbana när en nedåtgående rulltrappa skenade och kollapsade.
- 15 juni 2002 omkom en ung kvinna i Maryland, USA efter att ha fastnat med huvudet mellan räcket och en fast installation.[5]
- 21 februari 2005 omkom en man i Boston, USA, efter att ha fastnat med kläderna i en rulltrappa.[6]
- 20 april 2009 omkom en tonårspojke efter att ha ramlat av en rulltrappa i Falun, Sverige. Han åkte på räcket då rulltrappan ryckte till.[7] Liknande dödsolyckor inträffade i Helsingborg 26 juni 2009[8] och i Norge 2008.[källa behövs]
- 9 juli 2018 började plötsligt en rulltrappa skena bakåt på Stockholm City pendeltågsstation. Ingen människa kom till allvarlig skada och ambulans behövde inte tillkallas. Efter utredning visade det sig vara delar av stålkonstruktionen som drabbats av omfattande slitage på kort tid. [9][10]

## Rulltrappspsykologi
Den optimala lutningen för att få en rulltrappa så kort som möjligt är 35 grader, men bara om trappan är kortare än 6 meter. Är den längre än så inträder en psykologisk spärr och det blir för läskigt att åka. För längre trappor minskar man lutningen till 30 grader. Äldre trappor höll ofta 28 grader, eftersom det inte var så ont om plats förr.
Handledaren ska gå lite fortare än själva trappan. Det är en psykologisk sak. Man ska tvingas ta nytt grepp då och då för att inte stå och somna till eller drabbas av obehagskänslor.

## Rulltrappsdesign
Den hårdaste driftmiljön för en rulltrappa är utomhus där det alltid finns risk för att en sten kan komma in i trappan och slita sönder lamellerna (stegens översida) när den fastnar under kammen.
En rulltrappa är inte fastskruvad rätt i husets betongstomme. Istället står den på gummifötter för att inte trappans vibrationer ska kopplas över till huset.
Ett trappsteg provbelastas fler än 1,5 miljoner slag under en provning, som räcker ett par dygn. Slutligen belastar man det med 1,5 ton för att se var brottgränsen går. Typprovningen i Sverige utförs på KTH i Stockholm.
När den första rulltrappan installerades på varuhuset Harrods i London 1898 var den en så överväldigande upplevelse för trafikanterna att en vakt fick stå vid trappans övre ände och dela ut luktsalt och konjak.
Sveriges äldsta kvarvarande rulltrappor finns på varuhuset NK i Stockholm. De finns kvar sedan varuhusets invigning 1915. Hälften av dem har sin originaldrivning kvar (sept 2009) och hälften av dem är renoverade med ny utrustning. Huset är K-märkt så trappornas utseende får inte ändras.